# Carlos Roca (futbolista)
Carlos Daniel Roca Avellaneda (Cobija, 11 de mayo de 1997) es un futbolista boliviano. Juega de lateral izquierdo y su equipo actual es el Nacional Potosí de la Primera División de Bolivia. Es internacional absoluto por la selección de Bolivia desde 2022.

## Trayectoria
Roca debutó muy joven con el Universitario de Pando en la Primera División de Bolivia en la temporada 2014-15. 
Fue fichado por el Oriente Petrolero, club que lo incorporó a su equipo juvenil y lo promovió al primer equipo en la temporada 2018.
En noviembre de 2022, Roca fichó en el The Strongest de cara a la temporada 2023.

## Selección nacional
Fue citado al Campeonato Sudamericano de Fútbol Sub-20 de 2017.
Roca debutó en la selección de Bolivia el 20 de noviembre de 2022 ante Perú.

## Estadísticas
Actualizado al último partido disputado el 11 de marzo de 2023.
| Club                             | Div.          | Temporada     | Liga  | Liga  | Copas nacionales | Copas nacionales | Copas internacionales | Copas internacionales | Total | Total |
| Club                             | Div.          | Temporada     | Part. | Goles | Part.            | Goles            | Part.                 | Goles                 | Part. | Goles |
| -------------------------------- | ------------- | ------------- | ----- | ----- | ---------------- | ---------------- | --------------------- | --------------------- | ----- | ----- |
| Universitario de Pando · Bolivia | 1.ª           | 2014-15       | 16    | 0     | —                | —                | —                     | —                     | 16    | 0     |
| Universitario de Pando · Bolivia | Total club    | Total club    | 16    | 0     | 0                | 0                | 0                     | 0                     | 16    | 0     |
| Oriente Petrolero · Bolivia      | 1.ª           | 2018          | 30    | 0     | —                | —                | 0                     | 0                     | 30    | 0     |
| Oriente Petrolero · Bolivia      | 1.ª           | 2019          | 3     | 0     | —                | —                | 0                     | 0                     | 3     | 0     |
| Oriente Petrolero · Bolivia      | 1.ª           | 2021          | 7     | 0     | —                | —                | —                     | —                     | 7     | 0     |
| Oriente Petrolero · Bolivia      | 1.ª           | 2022          | 33    | 3     | —                | —                | 6                     | 0                     | 39    | 3     |
| Oriente Petrolero · Bolivia      | Total club    | Total club    | 73    | 3     | 0                | 0                | 6                     | 0                     | 79    | 3     |
| The Strongest · Bolivia          | 1.ª           | 2023          | 6     | 0     | 1                | 0                | —                     | —                     | 7     | 0     |
| The Strongest · Bolivia          | Total club    | Total club    | 6     | 0     | 1                | 0                | 0                     | 0                     | 7     | 0     |
| Total carrera                    | Total carrera | Total carrera | 95    | 3     | 1                | 0                | 6                     | 0                     | 102   | 3     |

## Palmarés

### Títulos nacionales
| Título           | Club          | Año  |
| ---------------- | ------------- | ---- |
| Primera División | The Strongest | 2023 |